# 2 tone
2 tone — музыкальный жанр, созданный в Англии в конце 1970-х годов слиянием элементов ска, панк-рока, регги, рокстеди и новой волны. 2 Tone классифицируют как вторую волну ска и считают предшественником третьей волны музыки ска 1980-х и 1990-х.

## История
Звучание 2 Tone выработали молодые музыканты из Ковентри, графство Уэст-Мидлендс, Англия, которые росли на Ямайской музыке 1960-х. На их музыке отразилось влияние ска, регги и рокстеди, панк-рока и новой волной. Группы The Specials, The Selecter, The Beat, Madness, Bad Manners и The Bodysnatchers являются представителями этого жанра.
Название «2 Tone» было придумано клавишником The Specials Джерри Даммерсом. Музыка была распространена среди скинхедов, руд-боев и некоторых поклонников движения мод-ривайвл.

## Музей
1 октября 2010 в здании университета в Ковентри был открыт Центральный музей 2-Tone; в августе 2011 он переехал в пространство 2-Tone Village в городке Сток. Он включает в себя выставочное пространство, Стену славы музыки Ковентри, кафе, сувенирный магазинчик и карибский ресторан. Многие вещи переданы музею участниками The Selecter, The Beat и The Specials.